# Alain Larrouquis
Pour les articles homonymes, voir Larrouquis.
Alain Larrouquis, né le 15 juin 1950 à Orthez, est un ancien joueur français de basket-ball.

## Biographie
En plus de son talent qui l'a fait entrer dans le cercle des meilleurs joueurs français, il est également connu comme étant le père de Thomas Larrouquis évoluant lui aussi dans le Championnat de France.

## Carrière
- 1970-1983 :  Orthez (Nationale 1)
- 1984-1986 :  Villeurbanne (Nationale 1)
- 1986-1987 :  Antibes (Nationale 1)
- 1987-1989 :  ES Avignon (N 1 A)

## Sources
- Maxi-Basket